# ロマッツォ
ロマッツォ（伊: Lomazzo）は、イタリア共和国ロンバルディア州コモ県にある、人口約9,900人の基礎自治体（コムーネ）。

## 地理

### 位置・広がり
コモ県南西部のコムーネ。県都コモから南南西へ13km、ミラノから北北西へ28kmの距離にある。

#### 隣接コムーネ
隣接するコムーネは以下の通り。
- カドラーゴ - 北
- ブレニャーノ - 東
- ロヴェッラスカ - 南東
- ロヴェッロ・ポッロ - 南
- トゥラーテ - 南西
- チリーミド - 西
- グアンツァーテ - 北西

### 地形・地勢
- 河川：ルーラ川 (it:Lura (fiume))

### 地震分類
イタリアの地震リスク階級 (it) では、4 に分類される
。

## 交通

### 鉄道
- サロンノ＝コモ線 (it:Ferrovia Saronno-Como) 
  - ロマッツォ駅 (it:Stazione di Lomazzo)

### 道路
市域南西部、トゥラーテ、チリーミドとの境界に、A9とA36のインターチェンジがある。
アウトストラーダ
- A9 (it:Autostrada A9 (Italia))
- A36 (it:Autostrada A36 (Italia))